# Walking in Memphis
«Walking in Memphis» — песня американского певца Марка Кона с его альбома 1991 года Marc Cohn. Эта песня и по сей день остается самым успешным его синглом, достигая №13 в Billboard Hot 100 и №22 в Великобритании. Популярность этой песни также принесла ему «Грэмми» лучшему новому исполнителю в 1992 году.

## О песне
По словам самого Кона, песня о духовном пробуждении. Упоминание в песне "Blue Suede Shoes" не об Элвисе Пресли, а о Карле Перкинсе, который записал оригинальную версию песни в Мемфисе для Сэма Филлипса. Элвис, однако, в песне также упоминается - в строчке The ghost of Elvis on Union Avenue (призрак Элвиса на Юнион-авеню), который следовал за рассказчиком песни до Грейсленда - места, известного главным образом как дом Элвиса Пресли.

## Чарты
| Чарт (1991-1992)                             | Место |
| -------------------------------------------- | ----- |
| Australian ARIA Singles Chart                | 11    |
| Dutch Mega Top 100                           | 56    |
| French SNEP Singles Chart                    | 45    |
| German Singles Chart                         | 25    |
| Irish Singles Chart                          | 7     |
| UK Singles Chart                             | 22    |
| U.S. Billboard Hot 100                       | 13    |
| U.S. Billboard Hot Adult Contemporary Tracks | 12    |
| U.S. Billboard Hot Country Singles & Tracks  | 74    |
| U.S. Billboard Hot Mainstream Rock Tracks    | 7     |

## Каверы

### Версия Шер
"Walking in Memphis" - первый европейский сингл американской певицы и актрисы Шер с её двадцать второго альбома It's a Man's World. Сингл был выпущен в конце 1995 года на лейбле WEA Records. В рамках промокампании Шер исполнила песню на нескольких европейских телешоу.

#### О песне
Версия Шер заняла 11-е место в британском чарте. В связи со сменой пола исполнителя, были изменены ряд строчек песни: "but I'm as blue as a boy can be" на "but I'm as blue as a girl can be", "they brought me down to see her" на "they brought me down to see him", "she said: tell me, are you a Christian?" на "he said: tell me, are you a Christian?" и "ma'am, I am tonight" на "man, I am tonight".
Версия Шер также стала важной частью эпизода сериала Секретные материалы "The Post-Modern Prometheus". Песня также звучала в фильме "Finding Graceland".

#### Выступления
Шер исполняла песню во время следующих турне:
- Do You Believe? Tour
- Living Proof: The Farewell Tour (исполнялась в пятой, шестой, седьмой, восьмой и девятой частях тура)
- Cher at the Colosseum

#### Список композиций
UK CD Maxi-Single Pt 1 (WEA 021 CD1)
1. "Walking in Memphis"
2. "Angels Running"
3. "Walking in Memphis" (Shut Up & Dance Instrumental)

UK CD Maxi-Single Pt 2 (WEA 021 CD2)
1. "Walking In Memphis" (Shut Up & Dance Vocal)
2. "Walking In Memphis" (Shut Up & Dance Instrumental)
3. "Walking In Memphis" (Rated P.G. Mix)
4. "Walking In Memphis" (Baby Doc Mix)

UK 2 x 12" Vinyl (0630-13100-0)
Same  tracklist of the UK CD Maxi-Single Pt 2.
UK 12" Vinyl (WEA032T)
- A1. "One By One" (Junior's Club Vocal)
- B1. "Walking In Memphis" (Shut Up And Dance Vocal Mix)
- B2. "Walking In Memphis" (Baby Doc Mix)

US 12" Vinyl Promo (PRO-A-8428)
- A1. "One By One" (Junior's Pride Mix)
- A2. "One By One" (Bonus Beats)
- A3. "One By One" (Piano Dub)
- B1. "Walking In Memphis" (Shut Up And Dance Mix)
- B2. "Walking In Memphis" (Rated PG Mix)

#### Официальные версии
- Main Version (3:59)
- Rated P.G. Mix (7:25)
- Baby Doc Mix (7:11)
- Shut Up & Dance Vocal (5:05)
- Shut Up & Dance Vocal Edit (3:40)
- Shut Up & Dance Instrumental (5:10)

#### Чарты
| Чарт (1995)                     | Место |
| ------------------------------- | ----- |
| Austrian Singles Chart          | 17    |
| Dutch Singles Chart             | 44    |
| European Singles Chart          | 36    |
| German Singles Chart            | 63    |
| Swedish Singles Chart           | 13    |
| Turkish (Airplay) Singles Chart | 2     |
| UK Singles Chart                | 11    |

### Версия Scooter
Немецкая группа Scooter включила семпл песни во второй трек альбома "Wicked!" 1996 года.